# Anisogonium smithianum
Anisogonium smithianum là một loài thực vật có mạch trong họ Woodsiaceae. Loài này được (Baker) Bedd. miêu tả khoa học đầu tiên năm 1883.